# 杏林シンポジア
『杏林シンポジア』（きょうりん・シンポジア）は毎週月曜23:00-23:15に、日経ラジオ社「ラジオNIKKEI第1放送」にて生放送されている『メディカルワイド』の医学教養番組である。協賛：杏林製薬
番組は主に臨床医に携わる医師をターゲットに、一つの疾患について概ね半年以上をかけてシリーズで紹介し、疾患のメカニズム、治療法、手術技術の最新情報を専門の医師が対談形式で紹介している。

## 過去のシリーズ
- 2016年度上半期　「腎・尿路疾患診療最新情報」（2月22日-9月5日　全29回）
- 2016年度下半期　「COPD・喘息最新情報」（9月12日-2017年1月23日　全20回）
- 2017年度上半期　「新しい日本のがん対策ー予防・根治・共生に向けて」（1月30日-）
- 2017年度下半期　（書きかけです）
- 2018年度上半期　「耐性菌と抗菌薬適正使用の最前線」（4月16日-9月3日　全21回）
- 2018年度下半期　「循環器疾患診療の最前線」（9月10日-2019年2月18日　全24回）
- 2019年度上半期　「泌尿器領域の抗加齢医学の最前線」（2月25日-7月8日　全20回）
- 2019年度下半期　「脳卒中対策の最新情報」（7月15日-2020年2月10日　全31回）
- 2020年度上半期　「臨床栄養の最新情報」（2月17日-6月29日　全20回）
- 2020年度下半期　「高血圧・糖尿病の管理にむけて」（7月5日-現在放送中）

## 関連番組
- ドクターサロン（同じく杏林製薬協賛）